# SPP-1水中拳銃
SPP-1水中拳銃は、ソビエトのフロッグマンが水中で用いる水中銃としてソ連で生産されていたものである。この銃は1960年代後半に開発され、1971年に使用が認可された。水中では通常の形の弾頭は不適当で、水圧のために射程は極めて短くなるうえ命中精度も劣る。このため、本銃では円形断面の口径4.5mm、長さ115mm、重さ12.8gの鋼鉄製ダートを撃ち出すようになっている。この形状により射程は長くなり、またスピアガンの銛よりも高い貫通力を得ている。実包全体としては長さ145mm、重量17.5gである。

## 設計
SPP-1には4本の銃身があり、各銃身に1発の実包を収容する。この実包は専用のクリップで4発ずつまとめて、拳銃の薬室内へ同時に装填される。
水中ではライフリングによる弾道の直進安定効果が得られないため、本銃は滑腔銃身を備える。撃ち出された発射体は流体力学的効果により直進安定性を得る。このため、空中で発砲すると弾道が多少不安定になる。
撃発機構はダブルアクション式で、トリガーを一度引くたびに1発の発射体が撃ち出される。再装填は水上・水中のどちらでも行える。
SPP-1M拳銃は基本的にSPP-1と同一であり、相違点は以下である
- トリガー・プル改善のため、シア上部に追加のスプリングが装備されている。
- ダイビング・グローブを装着した状態での取扱を容易にするため、トリガーガードが大型化されている。

本銃はヴラディミール・シモノフが設計し、弾薬はピョートル・サザノフとオレグ・クラフチェンコが担当した。またシモノフはAPS水中銃の設計も行っている。

## 性能
水中では水圧により射程が減衰する。一度発射体がスーパーキャビテーション能力を失うと、流体力学的抵抗が大きく増加し、発射体の弾道は不安定となる。
本銃の有効射程は、パッドを詰めた保護スーツを容易に貫通できる距離、もしくは5mm厚のガラス製フェイスプレートを貫通できる距離と定義されている。
この拳銃はトゥーラ兵器工場 (TOZ、Tulsky Oruzheiny Zavod/ Тульский Оружейный Завод)で製造された。また、防衛関連製品の輸出入を担当するロシアの国家機関、ロソボロンエクスポルトが輸出を行っていた。

## 採用国

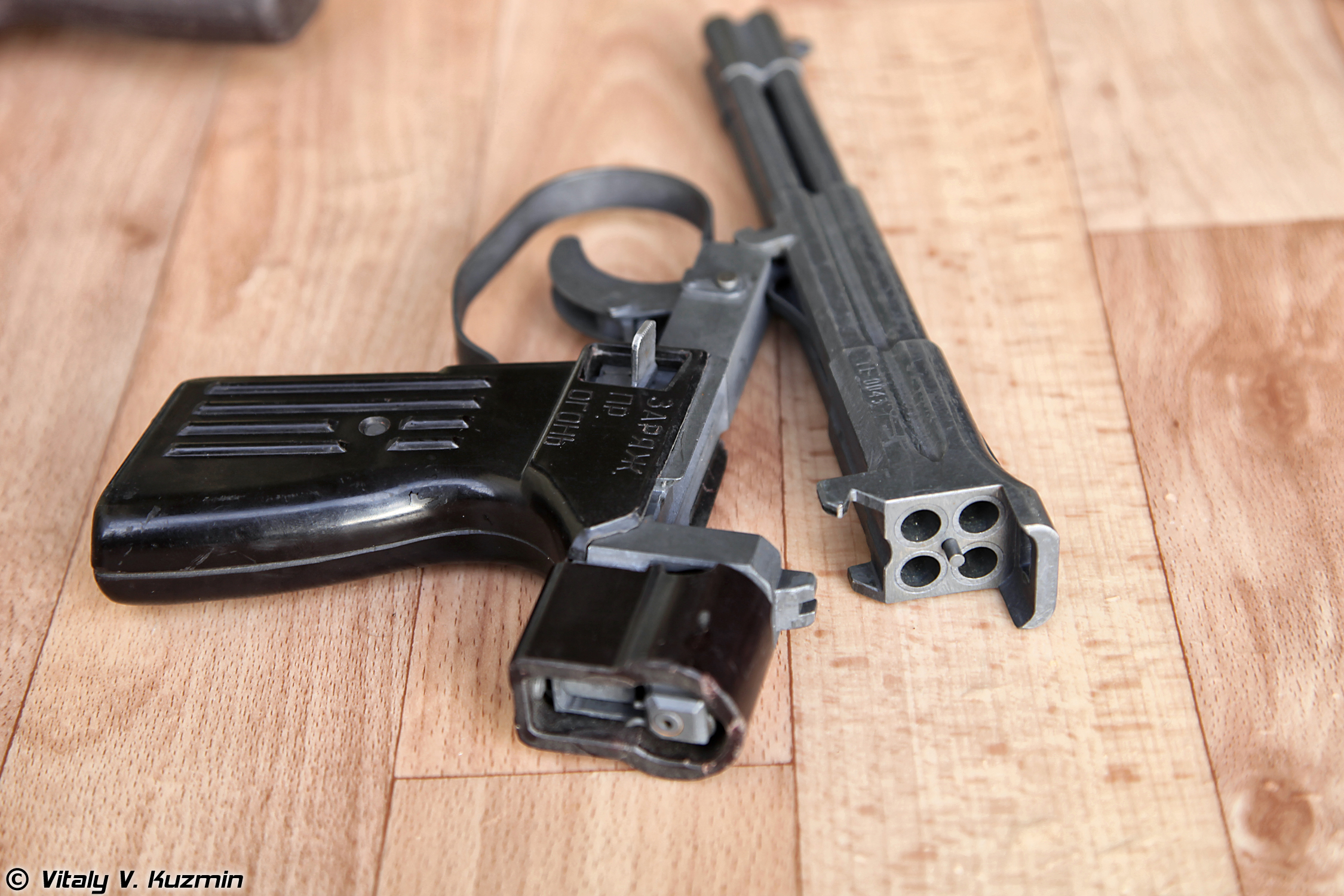
中折れ式、ライフリングのない4銃身。

- シリア:シリア海軍